# 暮年困境
《暮年困境》（The Beginning of Time）是墨西哥导演Bernardo Arellano执导的一部老年人题材的电影，获得第五届北京国际电影节最佳影片奖。

## 剧情
一对90岁的老夫妇很早就被儿子抛弃，年迈后又突遇养老金停发，这导致两人生活陷入困境，生活艰难的这对老人最后只能靠在街边卖玉米肉饼维持生计。两人有一天在路上无意间遇到了他们的儿子和孙子，这让两位老人又找回了他们的心灵寄托。自从孙子和生活在一起后，两位老人的生活也发生了巨大的转变。

## 评价
1905电影网认为：影片题材讨巧，男主角安东尼奥·佩雷斯·卡瓦哈尔的表现不俗，是一部墨西哥版的《爱》（金棕榈奖得主和奥斯卡最佳外语片）。“从社会学的角度讲述了老年人群的孤独、无奈和困境，同时控诉了政府的不作为，以及儿女的亲情疏离。电影的内涵十分丰富，不过故事显得不够完整，再加之导演想要表达的内容过多，导致影片显得有些支离破碎，故事性较弱，尤其是结尾的戛然而止，让人摸不着头脑。”